# Sándor Holczreiter
Sándor Holczreiter (ur. 18 lipca 1946 w Füzesabony, zm. 14 grudnia 1999 w Tatabányi) – węgierski sztangista, brązowy medalista olimpijski igrzysk w Monachium (1972), trzykrotny medalista mistrzostw świata.

## Kariera

### Lata młodości
Podnoszenie ciężarów zaczął trenować w wieku nastoletnim.

### Zawody międzynarodowe
Debiut na międzynarodowych zawodach rangi mistrzowskiej zaliczył w 1969, kiedy zajął 5. miejsce na mistrzostwach świata i mistrzostwach Europy. Na mistrzostwach świata w 1970 zdobył złoty medal w wadze muszej (do 52 kg). Po zawodach został przyłapany na dopingu, jednakże medal nie został mu odebrany, gdyż władze krajów socjalistycznych zaprotestowały, uważając dyskwalifikację za kolejną odsłonę zimnej wojny (złapano 9 medalistów, z których 8 pochodziło z państw bloku wschodniego). W tym samym roku został srebrnym medalistą mistrzostw Europy w tej samej wadze. W 1971 został wicemistrzem świata i wicemistrzem Europy. W 1972 został brązowym medalistą olimpijskim z wynikiem 327,5 kg, jednocześnie zostając brązowym medalistą mistrzostw świata. Po igrzyskach zakończył karierę.

### Rekordy świata
Podczas kariery ustanowił 2 rekordy świata: w trójboju w wadze muszej (342,5 kg na MŚ 1970) i w wyciskaniu w wadze koguciej (126 kg, Budapeszt 1971).

## Dalsze losy
Po zakończeniu kariery pracował przez pewien czas jako trener, a następnie próbował swoich sił w branży hotelarskiej. Zmarł w 1999 w Tatabányi, a pochowany został w rodzinnym Füzesabony.